# Tim O'Brien
För andra betydelser, se Tim O'Brien (olika betydelser).
Timothy L. O'Brien, född 1961 i Illinois, är en amerikansk journalist.
Timothy O'Brien utbildade sig i litteratur på kandidatnivå på Georgetown University i Washington D.C och har tre magisterexamina i historia, journalistik och företagsekonomi från Columbia University i New York.
Han har varit chefredaktör för The Huffington Post och skrivit för The Wall Street Journal. Han har också varit reporter för The New York Times och var dess redaktör för affärssidan på söndagar från 2006. Han är numera journalist på Bloomberg View.  
Warner Books publicerade 2005 Timothy O'Briens bok TrumpNation: The Art of Being the Donald, i vilken han hävdade att Donald Trumps förmögenhet inte var över 250 miljoner dollar, trots att Trump vid denna tidpunkt hävdade att han var dollarmiljardär. Donald Trump stämde O'Brien och Warner Books i januari 2006. I juli 2009 avfärdades stämningen i en domstol i New Jersey. Trump överklagade, men stämningen avfärdades av en appellationsdomstol i september 2011.